# دنیس الکسیو
دنیس ریموند الکسیو (به انگلیسی: Dennis Raymond Alexio) زاده ۱۲ مارس ۱۹۵۹ یک کیک بوکسینگ سنگین‌وزن آمریکایی سابق او در دهه ۱۹۸۰ توانست در شش مسابقات قهرمانی جهان پیروز شود و بدون شک قهرمان جهانی بلامنازع سنگین‌وزن شد.

## زندگی شخصی
اکسیو در فیلم کیک‌بوکسور (فیلم ۱۹۸۹) در کنار ژان کلود ون دام بازی کرد. وی همچنین در یک قسمت از سریال نیروی فوق‌العاده در سال ۱۹۹۰ نقش کمی در فیلم پیکاسو تریگر (۱۹۸۸) داشت.